# Répertoire canadien des lieux patrimoniaux

Logo

Le Répertoire canadien des lieux patrimoniaux (RCLP), ou Canadian Register of Historic Places en anglais, est une base de données en ligne répertoriant les lieux patrimoniaux historiques du Canada, qu'ils soient classés au niveau local, provincial, territorial ou national.

## Gestion
Le site est géré par l'agence Parcs Canada. Il contient plus de 12 300 lieux patrimoniaux et tend à contenir les 17 000 lieux patrimoniaux désignés du pays.

### Canada
- Liste des lieux patrimoniaux du Canada
- Listes fédérales
  - Lieu historique national du Canada
  - Répertoire des lieux patrimoniaux du Canada[3]
- Listes provinciales
  - Sites historiques provinciaux de l'Alberta[4].
  - Répertoire des lieux patrimoniaux du Nouveau-Brunswick[5]
  - Biens patrimoniaux de l'Ontario[6],[7]
  - Répertoire du patrimoine culturel du Québec[8]
  - Heritage Foundation of Newfoundland and Labrador[9]
- Liste locales
  - Ressources historiques, Edmonton[10]
  - Bâtiments patrimoniaux, Vancouver